# (39849) Giampieri
(39849) Giampieri (1998 CF2) – planetoida z pasa głównego asteroid okrążająca Słońce w ciągu 3,52 lat w średniej odległości 2,31 j.a. Odkryta 13 lutego 1998 roku.